# David Epstein
David Bernard Alper Epstein FRS (1937) é um matemático britânico.
Trabalha nas áreas de geometria hiperbólica, 3-variedades e teoria dos grupos, dentre outras áreas. É co-fundador juntamente com Christopher Zeeman do departamento de matemática da Universidade de Warwick e também editor fundador do periódico Experimental Mathematics.
Recebeu o Prêmio Berwick Sênior de 1988.
Foi eleito em 2004 membro da Royal Society.

## Publicações selecionadas
- D.B.A. Epstein, Projective planes in 3-manifolds.  Proc. London Math. Soc. (3) 11 1961 469–484.
- D.B.A. Epstein and R.L.E. Schwarzenberger, Imbeddings of real projective spaces. Annals of Mathematics (2) 76 1962 180–184.
- D.B.A. Epstein, Steenrod operations in homological algebra. Inventiones Mathematicae 1 1966 152–208.
- D.B.A. Epstein, Periodic flows on three-manifolds.  Ann. of Math. (2)  95  1972 66–82.
- D.B.A. Epstein and E. Vogt, A counterexample to the periodic orbit conjecture in codimension 3.  Ann. of Math. (2)  108  (1978), no. 3, 539–552.
- D.B.A. Epstein and A. Marden, Convex hulls in hyperbolic space, a theorem of Sullivan, and measured pleated surfaces.  Analytical and geometric aspects of hyperbolic space (Coventry/Durham, 1984),  113–253, London Math. Soc. Lecture Note Ser., 111, Cambridge Univ. Press, Cambridge, 1987.
- D.B. A. Epstein P.C. Penner, Euclidean decompositions of noncompact hyperbolic manifolds.  J. Differential Geom.  27  (1988),  no. 1, 67–80.
- Epstein, David B. A.; Cannon, James W.; Holt, Derek F.; Levy, Silvio V. F.; Paterson, Michael S.; Thurston, William P. Word processing in groups. Jones and Bartlett Publishers, Boston, MA, 1992. xii+330 pp. ISBN 0-86720-244-0